# The Secret Circle
The Secret Circle es una serie estadounidense de novelas de ficción creada por L. J. Smith. La historia gira en torno a trece brujos adolescentes que forman un aquelarre secreto conocido como "El círculo secreto".
Cassie Blake, una chica de dieciséis años, y su madre, Alexandra, se mudan del sur de California a New Salem en Massachusetts para cuidar a su abuela enferma, Jane. Después de ser inscrita en la secundaria local, Cassie entra en contacto con un poco común grupo de amigos. Después de descubrir que su familia proviene de un linaje de brujas, Cassie se une al círculo de mala gana. A medida que el aquelarre incursiona en prácticas de ocultismo, pronto se dan cuenta de que con Cassie en el círculo, son capaces de lanzar hechizos más poderosos de lo que ellos había imaginado. Volviéndose cada vez más osados en sus prácticas de magia, los brujos se ven abrumados por sus nuevos poderes y comienzan a mejorar todas las cosas malas en sus vidas, pero - como todo en la vida - las cosas vienen con un precio a pagar.

## Argumento

### La iniciación
La Iniciación (en inglés: The Iniciation). Cassie Blake, una hermosa y tímida chica de dieciséis años que se muda de California junto a su madre a New Salem para cuidar a su abuela enferma. Antes de dejar su antiguo pueblo, la chica se enamora de un misterioso muchacho llamado Adam, a quien piensa que no volverá a ver. Después de ser inscrita en la secundaria local, Cassie entra en contacto con un poco común grupo de amigos, entre ellas Diana, en quien encuentra a una verdadera amiga; y su prima Faye, quien disfruta ridiculizando y dañando a la joven. También se encuentra con la noticia de que Adam también esta allí y es novio de Diana.
Diana presenta a Cassie con los demás miembros del círculo y ellos le revelan que son brujos y que ella es uno de ellos. Después de que Cassie se une al círculo de mala gana, Adam, Diana, Faye y los otros miembros descubren que son capaces de lanzar hechizos más poderosos de lo que ellos habían imaginado.

### El cautivo
El Cautivo (en inglés: The Captive). Volviéndose cada vez más osados en sus prácticas de magia, los brujos se ven abrumados por sus nuevos poderes y comienzan a mejorar todas las cosas malas sin saber que hay un precio que tienen que pagar. Mientras tanto, el círculo llega a un punto crucial en su historia, un nuevo líder debe ser elegido, y Faye amenaza a Cassie con revelar sus más oscuros secretos si no vota por ella.

### El poder
El Poder (en inglés: The Power). Después de que Faye se convierte en la nueva líder del círculo, comienza a abusar de su autoridad para controlar a Adam y Cassie.  Durante la celeberación del Samhain (Halloween), una  peligrosa y misteriosa fuerza conocida como 'The Darkness' comienza a aterrorizar a los habitantes de New Salem. Más tarde se descubre que 'The Darkness' estaba siendo controlado por un poderoso y malvado brujo conocido como 'Dark John'. Él era miembro de un círculo que existió muchos años antes hasta que comenzó a incursionar en las artes oscuras de la brujería, y fue desterrado y asesinado por los miembros de su propio círculo. Anhelando vengar su traición, 'Black John' continúa dando rienda suelta a los demonios de la ciudad.
Un grupo de cazadores de brujas llega a la ciudad e intenta secuestrar a Cassie, Diana, Adam, Faye y los otros brujos del pueblo, mientras que 'Black John' sigue causando estragos, Cassie debe decidir de una vez por todas de qué lado del círculo que permanecerá. Amenazada por la posibilidad de su destrucción, Cassie solo puede esperar que su magia sea lo suficientemente fuerte como para destruir las fuerzas del mal y vencer a 'Black John'. Si resulta vencedora, Cassie va a ganar más de lo que ha soñado, pero si no lo logra, "El Poder" se seguirá siendo controlado por aquellos que solo buscan destrucción.

### Secuela
La autora ha publicado en su blog la posibilidad de una secuela de la trilogía que originalmente iba a ser publicada en su página web, pero ella declaró que "se disparó en una novela completa". En cuanto a la trama Smith dice: "La trama es sobre Cassie yendo al inframundo para sacar a Nick del coma, sin embargo, él mal interpreta sus intenciones y cree que Cassie se ha separado de Adam para estar con él. Por otra parte, 'Black John' ha sido revivido y quiere vengarse de Cassie y su familia".

## Saga de Aubrey Clark
Aunque L. J. Smith siempre quiso escribir una secuela titulada The Black Skull (La calavera negra); sin embargo, la serie ha pasado Aubrey Clark, quien escribió el primer libro de una nueva trilogía, en 2012.

### La Brecha
Meses después de haber derrotado a Black John, el círculo es más poderoso que nunca y por primera vez tiene tres líderes al mismo tiempo: Faye, Diana y Cassie. Por primera vez desde que se mudara a New Salem, Cassie se siente completamente integrada: tiene un buen grupo de amigos y está saliendo con su alma gemela, Adam. Sin embargo, no deja de ser una bruja, miembro del círculo y una de sus líderes, por lo que su vida está muy lejos de ser "normal" y cuando una tragedia golpea al círculo, empieza a preguntarse si sus poderes son en realidad una maldición ya que gran parte de ellos proceden de su oscuro padre. Así, el círculo deberá hacer frente a un nuevo enemigo. ¿Será capaz Cassie de proteger a los suyos y... a sí misma? ¿Se unirá el Círculo para hacer frente al peligro o se separan para siempre?

## Adaptaciones
El 27 de febrero de 2011, la CW anunció que adaptaría la saga a una serie de televisión bajo el mando del creador de Dawson's Creek y The Vampire Diaries, Kevin Williamson.
El 16 de febrero, Liz Friedlander firmó para dirigir el piloto de la serie.
Finalmente, la serie fue estrenada el 15 de septiembre de 2011.